# Schizopera giselae
Schizopera giselae is een eenoogkreeftjessoort uit de familie van de Miraciidae. De wetenschappelijke naam van de soort is voor het eerst geldig gepubliceerd in 1988 door Alvarez.